# Henrique de Jesus Bernardo
Henrique de Jesus Bernardo (n. 19 ianuarie 1987, Campinas, Brazilia) este un fotbalist brazilian în prezent liber de contract.